# Beate Bühler
Beate Bühler (* 8. April 1964 in Stuttgart, heute Beate Faure) ist eine ehemalige deutsche Volleyball- und Beachvolleyballspielerin.

## Karriere
Beate Bühler war 341fache deutsche Nationalspielerin. 1984 nahm sie mit der bundesdeutschen Volleyball-Nationalmannschaft an den Olympischen Spielen in Los Angeles teil und belegte dort Platz sechs. Bühler spielte sehr erfolgreich für die Vereine TuS Stuttgart, SV Lohhof (viermal deutscher Meister), Racing Paris (viermal französischer Meister), TSG Tübingen und den USC Münster.
Parallel zum Hallenvolleyball startete Beate Bühler an der Seite von Danja Müsch eine Karriere im Beachvolleyball und wurde gleich in ihrer ersten Beach-Saison 1994 Europameisterin. 1995 gewann sie erstmals die deutsche Meisterschaft in Timmendorfer Strand. Im folgenden Jahr reichte es national nur zum dritten Rang, aber international gab es einige Erfolge. Das Duo Bühler / Müsch erreichte das Endspiel der EM, kam bei der World Tour dreimal ins Finale (Italien, Indonesien und Belgien) und belegte den siebten Platz bei den Olympischen Spielen in Atlanta. Sie wurde vom Sportbund der Stadt Münster beim Ball des Sports 1993 als Sportlerin des Jahres ausgezeichnet. Außerdem wurde Beate Bühler in den Jahren 1995 und 1996 als Beachvolleyballerin des Jahres ausgezeichnet.

## Privates
Beate Faure lebt heute mit ihrem französischen Ehemann Stéphane und zwei Kindern in Gradignan bei Bordeaux. Der französische Volleyballspieler Théo Faure ist ihr Sohn.

## Ehrungen
Für Faures vorbildliches ehrenamtliches Engagement in den unterschiedlichsten Bereichen (Gefangenenbesuche, Flüchtlingshilfe etc.) wurde ihr 2020 der Verdienstorden der Bundesrepublik Deutschland verliehen.